# Maria Konwicka
Maria Konwicka (ur. 22 czerwca 1952) – polska scenarzystka i współreżyserka dokumentu Aktorka, poświęconego Elżbiecie Czyżewskiej, autorka wspomnieniowej książki Byli sobie raz.

## Życiorys
Absolwentka Akademii Sztuk Pięknych w Warszawie. W 1972 roku zagrała Haneczkę w Wajdowskiej filmowej adaptacji Wesela (1972) Stanisława Wyspiańskiego. Po studiach wyjechała do Stanów Zjednoczonych, gdzie przez 20 lat pracowała jako animatorka m.in. w Disney Studios, a także w Universal Studios w Los Angeles.
Po powrocie do Polski wykładała przedmiot „kultura medialna” na Wydziale Radia i Telewizji im. Krzysztofa Kieślowskiego w Katowicach. W 2002 r. pojawiła się w filmie Całkiem spora apokalipsa Andrzeja Titkowa, kontynuującym Przechodnia (1984) – dokument biograficzny poświęcony jej ojcu Tadeuszowi Konwickiemu.
Autorka tekstów publikowanych na łamach Plusa i Minusa w „Rzeczpospolitej” (felietony z cyklu ‘Tajemnicza Ameryka’ 2002) i Gazety Wyborczej.
Córka pisarza Tadeusza Konwickiego i ilustratorki Danuty Konwickiej. Wnuczka malarza Alfreda Lenicy.

## Nagrody za filmAktorka
- Orzeł (Polska Nagroda Filmowa) Nagroda w kategorii: Najlepszy film dokumentalny
- 2015: Nagroda im. Ewy Pięty dla najlepszego filmu niefabularnego za wnikliwy portret ikony polskiego kina, Elżbiety Czyżewskiej, Ann Arbor Polish Film Festival
- 2015: „Srebrna Szabla” w kategorii filmu dokumentalnego, Międzynarodowy Festiwal Filmów Historycznych i Wojskowych, Warszawa
- 2015: Brązowe Grono w Konkursie Filmów Dokumentalnych, Lubuskie Lato Filmowe, Łagów
- 2015: Nagroda „Srebrny Nurt”, Festiwal Form Dokumentalnych „Nurt”, Kielce, uzasadnienie jury: „Wszystko jest aktorstwem w przejmującej wielowarstwowej opowieści o polskiej gwieździe Elżbiecie Czyżewskiej, w jej karierze, emigracji, przyjaźniach, miłościach i cierpieniu”
- 2015: Nagroda Publiczności, Festiwal Filmu Polskiego w Ameryce, Chicago[5].